# Campaña de Montenegro
La campaña montenegrina o la campaña de Montenegro de la Primera Guerra Mundial, en enero de 1916, fue parte de la campaña serbia, en la que Austria-Hungría derrotó y ocupó el Reino de Montenegro, aliado del Reino de Serbia.
En enero de 1916, el Ejército serbio había sido derrotado por una invasión austro-húngara, alemana y búlgara. Los restos del ejército serbio se habían retirado a través de Montenegro y Albania y estaban siendo evacuados por barcos Aliados desde el 12 de diciembre primero a Italia y luego a Corfú.
El Alto Mando Austrohúngaro, entonces en Cieszyn, decidió usar el éxito en Serbia para sacar a Montenegro de la guerra. El Ejército montenegrino que había luchado junto a sus aliados serbios, ahora se había retirado a su propio territorio, pero aún resistía contra las potencias centrales. Además, el comandante en jefe de Austria, Conrad von Hötzendorf, quería tomar los puertos albaneses de Durazzo y Valona, controlados por los italianos.
En diciembre de 1915 se formaron dos cuerpos de ejército austríacos para esta tarea. Uno en el oeste bajo el mando de Stjepan Sarkotić entre Trebinje y Kotor, compuesto por el XIX Armeekorps, reforzado con tropas de Bosnia-Herzegovina y Dalmacia. Debían atacar al cuerpo principal del ejército montenegrino, reunido alrededor del monte Lovćen, apoyado por la artillería francesa, y se planeó un segundo ataque desde Trebinje hacia el este. En el este y el norte, el VIII Armeekorps bajo el mando de Hermann Kövess von Kövessháza atacaría a las tropas montenegrinas allí.

## El Frente Oriental
El VIII Armeekorps, que persiguió al Ejército montenegrino en retirada, tenía dos tareas. Por un lado para frenar a las tropas montenegrinas; para ello se utilizaron las Divisiones de Infantería 62 y 53. Por otro lado, debía pasar el ala derecha montenegrina y converger con el XIX Korps en Podgorica.
La 62.ª y la 53.ª División de Infantería entraron en Montenegro el 5 de enero de 1916 desde el noreste y avanzaron a lo largo del río Tara hacia Pljevlja y Bijelo Polje, donde fueron detenidos por los montenegrinos en la batalla de Mojkovac. Al mismo tiempo, las brigadas de montaña 10 y 18 de Austria avanzaron desde Novi Pazar y el 10 de enero tomaron la ciudad de Berane. Las brigadas de montaña 205 y 9 avanzaron hacia el oeste desde Pristina y tomaron Peć y Velika. La 57.ª División de Infantería avanzó desde Prizren.

## El Frente Occidental
El monte Lovćen era la posición defensiva clave del Ejército montenegrino, que lo defendía como ciudadela con aproximadamente dos tercios de sus fuerzas. El 8 de agosto de 1914, el Alto Mando montenegrino inició operaciones contra la base naval austrohúngara de Kotor, la base más meridional de la Kriegsmarine austrohúngara en el mar Adriático. Fue justo al otro lado de la frontera del monte Lovćen, donde el ejército montenegrino había colocado varias baterías de artillería, y el mismo día, los cañones montenegrinos comenzaron a disparar contra las fortificaciones austrohúngaras en Kotor, que habían sido establecidas por el general austrohúngaro-croata Stjepan Sarkotić. Los fuertes de Kotor y el crucero blindado SMS Kaiser Karl VI devolvió el fuego, ayudado por el reconocimiento de hidroaviones de la marina. Sin embargo, el 13 de septiembre llegaron refuerzos austrohúngaros desde Pola, en forma de tres acorazados costeros activos de modelo anterior a los dreadnought, el SMS Monarch, el SMS Wien y el SMS Budapest. Superaron en armas a los montenegrinos, quienes, sin embargo, resistieron durante varias semanas, con duelos de artillería casi a diario.
Con la entrada de Francia en la guerra, los franceses se dieron cuenta de que la captura de Kotor bien podría ser beneficiosa para su propia armada, por lo que desembarcaron un destacamento de artillería de cuatro cañones navales de 15 cm y cuatro de 12 cm bajo el mando del capitán de fragata Grellier en Antivari, del 18 al 19 de septiembre. Grellier tardó un mes en mover sus armas tierra adentro, pero finalmente sus baterías se instalaron y colocaron en fortificaciones en el lado sur del monte Lovćen. El 19 de octubre, los cañones franceses abrieron fuego contra las posiciones austrohúngaras. Los austrohúngaros pidieron refuerzos y el 21 de octubre, el almirante Anton Haus envió el moderno acorazado semi-dreadnought SMS Radetzky. Con una andanada de cuatro cañones de 30,5 cm y cuatro cañones de 24 cm, el Radetzky inclinaría la balanza de la batalla a favor de los austrohúngaros. Los hidroaviones navales habían estado ocupados tomando fotografías y mapeando posiciones precisas y, a las 16:27, el 22 de octubre, todos los acorazados abrieron fuego contra estas posiciones. Radetzky hizo una serie de impactos directos en los cañones y posiciones fortificadas en la montaña y el 24 de octubre, uno de los cañones franceses de 12 cm quedó completamente fuera de combate. El 26 de octubre, el Radetzky abrió fuego antes del amanecer, tomando por sorpresa a los franceses y montenegrinos, y varias baterías y fortificaciones fueron destruidas durante lo que fue un intenso bombardeo, incluido otro cañón francés de 12 cm.
A las 10:00, los disparos aliados desde el monte Lovćen habían cesado. Al día siguiente, el Radetzky se reposicionó más cerca de la costa y destruyó aún más las posiciones aliadas. Grellier admitió la derrota y sacó las armas salvables que le quedaban. Asimismo, los montenegrinos abandonaron sus fortificaciones. En noviembre, el Alto Mando francés decidió abandonar su campaña para neutralizar y capturar a Kotor, y los Radetzky regresaron a Pola el 16 de diciembre.
El 8 de enero de 1916 comenzó un nuevo ataque contra las fuerzas montenegrinas en Mt. Lovćen con un bombardeo masivo de artillería seguido de una ofensiva del ejército austrohúngaro en Montenegro. El acorazado costero austríaco Budapest se utilizó nuevamente para ayudar a las tropas contra las renovadas defensas de Lovćen con tan buenos resultados que el día 10, las tropas austrohúngaras tomaron el paso de Lovćen y las alturas adyacentes, donde habían estado anteriormente los cañones franceses. Los dos intensos bombardeos del monte Lovćen jugaron un papel decisivo a la hora de quebrar la moral de los defensores de la montaña y, el 11 de enero, el monte Lovćen estaba en manos de los austriacos.

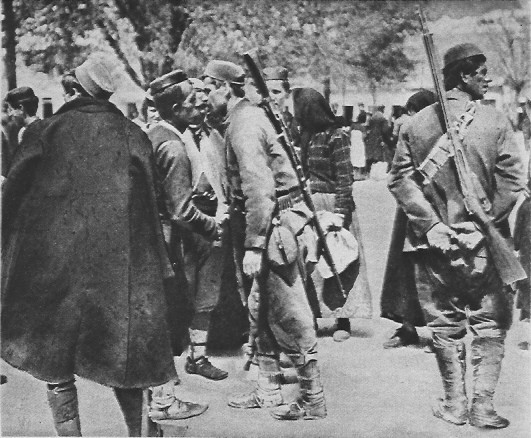
Soldados montenegrinos partiendo al frente de Lovćen

Mientras tanto, dos brigadas independientes al mando de Feldmarschalleutnant Braun avanzaron hacia Nikšić, cubriendo el flanco izquierdo y amenazando con aislar a los montenegrinos del noreste. Braun, sin embargo, encontró una fuerte resistencia y avanzó solo 10 km en dirección a Nikšić.
El 13 de enero de 1916, la vanguardia del Ejército austríaco llegó a la capital montenegrina, Cetiña.

## Armisticio
Las negociaciones para un armisticio comenzaron el 13 de enero, tras la caída de Cetiña. Cuando se le informó de los términos, el rey Nicolás I de Montenegro al principio se negó a firmar el Armisticio y se fue a Albania y desde allí viajó a Italia el 19 de enero. Desde allí, emitió una orden a Janko Vukotić exigiendo que el Ejército siguiera luchando y finalmente se retirara con los serbios a Albania y Corfú, pero en cambio, los ministros del Gobierno que habían permanecido en Montenegro emitieron una proclamación a las fuerzas armadas montenegrinas para que entregaran todas las armas y firmaron el armisticio, retirando a Montenegro de la guerra.
El 1 de marzo se estableció un gobierno militar provisional bajo Viktor Weber Edler von Webenau, fue reemplazado por Heinrich Clam-Martinic el 10 de julio de 1917, quien ocupó este cargo hasta el final de la guerra.
Durante las siguientes semanas las tropas del 3.º Ejército austrohúngaro ocuparon el resto de Montenegro e invadieron Albania, tomando Scutari y finalmente Durazzo a finales de febrero. (La evacuación del Ejército serbio se completó el 10 de febrero).

### Consecuencias
Montenegro perdió 20.000 soldados durante la Primera Guerra Mundial, alrededor del 40% de los hombres movilizados y el 10% de la población total. El rey Nicolás estableció un gobierno en el exilio en Burdeos, pero su hijo Mirko, segundo en la línea de sucesión al trono, permaneció en casa bajo la tutela austrohúngara, lo que alentó la especulación sobre un supuesto intento de paz por separado entre Montenegro y las potencias centrales socavando su credibilidad a los ojos de los Aliados.
El 1 de marzo de 1916, Montenegro fue sometido a una administración militar austrohúngara bajo el mando del general Viktor Weber Edler von Webenau, permaneciendo bajo ocupación hasta los últimos días de la guerra en noviembre de 1918, cuando fue liberado por las fuerzas serbias, la única nación aliada que perdió su independencia al final de la guerra. El 26 de noviembre de 1918 Montenegro se integró en el naciente Estado de los eslovenos, croatas y serbios.

### Recompensas
El general Stjepan Sarkotić fue nombrado barón húngaro y recibió el nombre oficial de Stefan Barón Sarkotić von Lovćen.
El mayor general Ignaz Trollmann, comandante del XIX Cuerpo, fue ennoblecido como barón en 1917 al estilo de Freiherr Trollmann von Lovcenberg.
El general Kövess recibió la Medalla al Mérito de Plata (Signum Laudis) con cinta de guerra el 12 de enero de 1916 y fue ascendido a Generaloberst el 26 de febrero de 1916.